# Newton County (Indiana)
Das Newton County ist ein County im US-amerikanischen Bundesstaat Indiana. Im Jahr 2010 hatte das County 14.244 Einwohner und eine Bevölkerungsdichte von 13,7 Einwohnern pro Quadratkilometer. Der Verwaltungssitz (County Seat) ist Kentland.
Das Newton County ist Bestandteil der Metropolregion Chicago.

## Geografie
Das County liegt im Nordwesten von Indiana im südöstlichen Vorortbereich von Chicago und grenzt im Westen an Illinois. Es hat eine Fläche von 1045 Quadratkilometern, wovon vier Quadratkilometer Wasserfläche sind.
Die nördliche Grenze des Countys wird durch den Kankakee River gebildet, einen der beiden Quellflüsse des Illinois River. Im Süden wird das County vom Iroquois River durchflossen, der weiter nordöstlich in den Kankakee River mündet.
An das Newton County grenzen folgende Nachbarcountys:
| Kankakee County (Illinois) | Lake County   |               |
| Iroquois County (Illinois) |               | Jasper County |
|                            | Benton County |               |

## Geschichte
Das Newton County wurde am 7. Februar 1835 als Original-County aus freiem Territorium gebildet. Benannt wurde es nach John Newton, einem Sergeant im Amerikanischen Unabhängigkeitskrieg.

## Demografische Daten
Nach der Volkszählung im Jahr 2010 lebten im Newton County 14.244 Menschen in 5370 Haushalten. Die Bevölkerungsdichte betrug 13,7 Einwohner pro Quadratkilometer. In den 5370 Haushalten lebten statistisch je 2,63 Personen.
Ethnisch betrachtet setzte sich die Bevölkerung zusammen aus 97,8 Prozent Weißen, 0,6 Prozent Afroamerikanern, 0,3 Prozent amerikanischen Ureinwohnern, 0,3 Prozent Asiaten, 0,1 Prozent Polynesier sowie aus anderen ethnischen Gruppen; 0,9 Prozent stammten von zwei oder mehr Ethnien ab. Unabhängig von der ethnischen Zugehörigkeit waren 5,2 Prozent der Bevölkerung spanischer oder lateinamerikanischer Abstammung.
22,3 Prozent der Bevölkerung waren unter 18 Jahre alt, 60,6 Prozent waren zwischen 18 und 64 und 17,1 Prozent waren 65 Jahre oder älter. 49,4 Prozent der Bevölkerung war weiblich.

Das jährliche Durchschnittseinkommen eines Haushalts lag bei 48.108 USD. Das Pro-Kopf-Einkommen betrug 23.416 USD. 11,3 Prozent der Einwohner lebten unterhalb der Armutsgrenze.

## Ortschaften im Newton County
Towns
| - Brook - Goodland - Kentland | - Morocco - Mount Ayr |

Census-designated places (CDP)
- Lake Village
- Roselawn1

Andere Unincorporated Communities
| - Ade - Beaver City - Conrad - Effner | - Enos - Foresman - Percy Junction - Perkins | - Sumava Resorts - Thayer |

1 – teilweise im Jasper County

## Gliederung
Das Newton County ist in zehn Townships eingeteilt:
| Township            | Einwohner (2010) | FIPS     |
| ------------------- | ---------------- | -------- |
| Beaver Township     | 1573             | 18-03970 |
| Colfax Township     | 199              | 18-14302 |
| Grant Township      | 1189             | 18-28872 |
| Iroquois Township   | 1358             | 18-36522 |
| Jackson Township    | 382              | 18-37242 |
| Jefferson Township  | 2140             | 18-38106 |
| Lake Township       | 2384             | 18-40968 |
| Lincoln Township    | 4480             | 18-43830 |
| McClellan Township  | 217              | 18-45594 |
| Washington Township | 322              | 18-80864 |